# روبی گلوم
روبی گلوم (به انگلیسی: Ruby Gloom) یک انیمیشن سریالی کانادایی می‌باشد که بر پایهٔ خط تولید پوشاک مایتی فاین به‌تصویرگری مارتین هسو به‌همین نام ساخته شده‌است. این سریال در ۱۵ اکتبر سال ۲۰۰۶ تا ۱ ژوئن سال ۲۰۰۸ در وای‌تی‌وی پخش می‌شد.